# Біруте Йонушкайте
Біруте Йонушкайте, в шлюбі Августінене (лит. Birutė Jonuškaitė-Augustinienė; нар. 5 жовтня 1959, Сейви, Підляське воєводство, Польща) — литовська письменниця, перекладачка, поетеса; лауреатка премій імені Юлії Жемайте (1997), імені Людаса Довиденаса (2016), Уряду Литовської Республіки у галузі культури і мистецтва (2016) та інших літературних премій; голова Спілки письменників Литви з 2018.

## Життєпис
Біруте Йонушкайте народилася в селі Сейви Пунської волості Сейненського повіту Підляського воєводства на північному сході Польщі.
У 1978 вступила на журналістику до Вільнюського університету, який закінчила у 1983. Працювала в редакціях тижневика Сувальського воєводства „Krajobrazy“ і журналу литовців Польщі „Aušra“, займала посаду помічниці прес-секретаря у самоврядуванні Сувалок.
З 1985 з перервами живе в Литві. Працювала в Краєзнавчому музеї Укмерге, з 1994 в редакції журналу „Šeima“ («Сім'я»), в 1995–2002 була його головною редакторкою.
З липня 2002 до березня 2003 була головною редакторкою журналу „ Šeima ir pasaulis“ («Сім'я і світ»). 
C 1994 — член Спілки письменників Литви .
У 2003–2018 була заступницею голови Спілки письменників Литви та секретарем правління.
З 2018 — голова Спілки письменників Литвии.

## Творчість
Дебютні оповідання з'явилися в пресі у 1986 в журналі Спілки письменників Литви „Pergalė“ (нині „Metai“ ).
Випустила збірки оповідань і повістей „Pateisinti save“ (1989), „Žalčių tiltas“ (2002), оповідань „Rugių laukas“ (1996; Літературна премія імені Юлії Жемайте), „Kregždėlaiškis“ (2007), новел „Užsagstyk mane“ (2011), а також романи „Ievos neišvarė iš rojaus“ (1991), „Didžioji sala“ (дві частини, 1997–1999), „Baltų užtrauktukų tango“ (2009), „Maranta“ (2015; Літературна премія імені Людас Довіденаса), „Maestro“ (2019).
Видала збірку віршів „Vaikas pražilusiom akim“ (2004), збірка есеїв та інтерв'ю „Eksperimentas“ (2005), казкову повість для дітей „Tarakono Levuko nuotykiai mieste“ (2005), повість для дітей „Ūsuota Levuko istorija“ (2007).
У прозі переважає зображення життя литовців Пунська і околиць, які не розривають зв'язків з Литвою, не без іронічної насмішки над їхніми слабкостями. У романі „Baltų užtrauktukų tango“ їхньому життю протиставляються емігранти в США, де панує культ грошей і де неминуча втрата національної самобутності.
Переклала з польської мови книгу бесід Олександра Фютаса і Чеслава Мілоша „Maištingas Czesławo Miłoszo autoportretas“ (1997; „Czesława Miłosza autoportret przekorny“), антологію польської поезії „Krokuva – Vilnius“ (спільно з Вітасом Декшнисом, 2005), біографічну книгу Єжи Ільга „Gražūs laikai: Czesławas Miłoszas ir Wisława Szymborska“ (2011; „Piękne czasy. Czesław Miłosz i Wisława Szymborska“), книгу Барбари Грушки-Зих „Mūsų poetas“ (спільно з Беатою Пясецькою, 2012), роман Магдалени Тулли „Itališkos špilkos“ (2014; „Włoskie szpilki“) та інші книги.
Оповідання та вірші Біруте Йонушкайте перекладені англійською, білоруською, грузинською, іспанською, німецькою, польською, словацькою, словенською, українською, французькою, хорватською мовами  .

## Нагороди та звання
- 1989 — Літературна премія імені Антанаса Йонінаса за кращу книгу прози молодого автора Antano Jonyno premija už geriausią jaunųjų prozos knygą „Pateisinti save““ [2]
- 1997 — Літературна премія імені Юлії Жемайте за збірку оповідань „Rugių laukas“ [3]
- 2002 — Літературна премія імені Пятраса Цвірки за кращу книгу новел „Žalčių tiltas“
- 2004 — Премія Міністерства культури Литовської Республіки за публіцистику на теми культури[2]
- 2006 — Літературна премія імені Ґабріеле Петкевічайте-Біті за книгу „Eksperimentas“
- 2006 — Премія фестивалю короткої прози „Imbiero vakarai“ за кращу новелу
- 2006 — Премія імені Вітольда Гулевича (Варшава) за зближення литовської і польської літератур
- 2007 — Літературна премія „Varpai“ за цикл оповідань
- 2009 — Премія імені Йонаса Марцінкявічюса за роман „Baltų užtrauktukų tango“
- 2015 — медаль пам'яті Ґабріеле Петкевічайте-Біті „Tarnaukite Lietuvai“ за філантропічну діяльність, особливо заохочення і підтримку творчості молодих авторів
- 2016 — Золотий Хрест Заслуги (Польща) за заслуги в розвитку польсько-литовського співробітництва, популяризацію польської культури і співпрацю з Польщею[2]
- 2016 — Літературна премія імені Людас Довіденаса за „Maranta“ як кращий новий литовський роман[3]
- 2016 — Премія Уряду Литовської Республіки

## Книги
- Pateisinti save: apysaka ir apsakymai. Vilnius: Vaga, 1989.
- Ievos neišvarė iš rojaus: romanas. Vilnius: Periodika, 1991.
- Rugių laukas: apsakymai. Punskas: Aušra, 1996.
- Didžioji sala: romanas, pirma knyga. Vilnius: Vaga, 1997.
- Didžioji sala: romanas, antra knyga. Vilnius: Vaga, 1999.
- Žalčių tiltas: apysaka ir apsakymai. Vilnius: Lietuvos rašytojų sąjungos leidykla, 2002.
- Vaikas pražilusiom akim: eilėraščiai. Punskas: Aušra, 2004.
- Eksperimentas: esė ir interviu. Vilnius: Gimtasis žodis, 2005.
- Kregždėlaiškis: apsakymai. Vilnius: Versus aureus, 2007.
- Ūsuota Levuko istorija: apysaka vaikams. Vilnius: Homo liber, 2007.
- Baltų užtrauktukų tango: romanas. Vilnius: Lietuvos rašytojų sąjungos leidykla, 2009.
- Užsagstyk mane: novelės. Vilnius: Lietuvos rašytojų sąjungos leidykla, 2011.
- Mūsų poetas: dvikalbė knyga apie Cz. Miłoszą (kartu su B. Gruszka-Zych). Vilnius: Naujoji Romuva, 2012.
- Maranta: romanas. Vilnius: Lietuvos rašytojų sąjungos leidykla, 2015.

### Книги іноземними мовами
- Jahreszeiten: apsakymų ciklas (į vokiečių k. vertė I. Brewing). Berlin: Bodoni, 1998.
- Вусатая гісторыя Левака: аповесць (з літоўскай мовы пераклаў А. Аблажэй). Vilnius: Homo liber, 2007.
- Tylus žydėjimas: apsakymų rinkinys (gruzinų k.). Tbilisi: Kavkazkij dom, 2013.
- Spalva ir forma: novelė (vertė J. Will). Kn. The Dedalus Book of Lithuanian Literature. Sawtry: Dedalus, 2014.
- Gaisras: novelė (vertė J. Will). Kn. Best European Fiction 2015. Dalkey Archive Press, 2014.
- Saldūs įplyšimai: novelė (vertė J. Will). Almanachas Lituanus, volume 61:4, 2015.

### Переклади з польської мови
- S. Kowalewskis. Akacijų medus. 1994.
- Maištingas Czesławo Miłoszo autoportretas: pokalbiai su Aleksandru Fiutu. Vilnius: Alma littera, 1997.
- Kun. Tadeusz Dajczer. Kai meldiesi. Vilnius: Katalikų pasaulis, 2001.
- Kraków–Wilno = Krokuva–Vilnius: lietuvių ir lenkų poezijos antologija (kartu su V. Dekšniu). Kraków: Oficyna Konfraterni Poetów, 2005.
- B. Gruszka-Zych. Miegu su tavim po oda: eilėraščiai. Kaunas: Nemunas, 2006.
- A book of the Grand Duchy of Lithuania = Кніга Вялікага княства Літоўскага = Lietuvos Didžiosios Kunigaikštystės knyga = Księga Wielkiego Księstwa Litewskiego: towards the traditions of European Community: a joint publication of scientists and writers from Belarus, Lithuania and Poland. Sejny: Fundacja Pogranicze, 2008.
- J. Dehnel. Lialė: romanas. Vilnius: Kronta, 2010.
- M. Rusinek. Mažasis Šopenas: eiliuotas pasakojimas. Vilnius: Homo liber, 2010.
- Laiko pameistrys = Чаляднік часу = Czeladnik czasu: knyga Česlovo Milošo 100-osioms gimimo metinėms (ir sudarymas). Vilnius: Homo liber, Lietuvos rašytojų sąjungos fondas, 2010.
- J. Illg. Gražūs laikai: Czesławas Miłoszas ir Wisława Szymborska. Vilnius: Homo liber, 2011.
- B. Sławiński. Tiramisu karalienė: romanas. Vilnius: Baltos lankos, 2011.
- B. Gruszka-Zych. Mano poetas: knyga apie Cz. Miłoszą. Vilnius: Naujoji Romuva, 2012.
- M. Tulli. Itališkos špilkos: romanas Vilnius: Lietuvos rašytojų sąjungos leidykla, 2014.
- J. Rudnicki. Čekų šuns mirtis: novelės. — Žurnalas «Metai» Nr. 5-6, 2015.
- Atminties kultūrų dialogai Ukrainos, Lietuvos, Baltarusijos (ULB) erdvėje (straipsnių vertimas). Vilnius: Lietuvos istorijos instituto leidykla, 2015.
- A. Skowrońska. Lenkijos abėcėlė. Varšuva: Muchomor sp z o.o., 2016.
- F. Bernatowicz. Pajauta, Lizdeikos dukra arba lietuviai XIV amžiuje (Lietuvių literatūros antologija, I tomas). Vilnius: Lietuvos literatūros ir tautosakos institutas, 2016.
- Kun. M. Marszałek. Mano širdies kunigas. Vilnius: 2016.
- M. Guśniowska. Po grybu (Pod-Grzybek): pjesė. 2016.
- M. Guśniowska. Ony: pjesė. 2016.
- H. Krall. Širdžių karalius vėl suka arklius: romanas. Vilnius: Homo liber, 2017
- J. Korczak. Vaiko teisė į pagarbą. Vilnius: Vaiko teisių apaugos kontrolieriaus įstaiga, 2016.
- M. Duszka. Debesų laisvė = Wolność chmur: [eilėraščiai] Vilnius: Homo liber; Sieradz: Prof-Art, 2016.[2]